# Ernst Rittershaus
Ernst Ludwig Johann Rittershaus (* 27. Februar 1881 in Darmstadt; † 19. April 1945 in Hamburg) war ein deutscher Psychiater, „Rassenhygieniker“ und Hochschullehrer.

## Leben
Der Kaufmannssohn Ernst Rittershaus absolvierte nach dem Ende seiner Schullaufbahn ein Studium der Medizin an den Universitäten Würzburg und Bonn. Er wurde 1904 in Bonn mit der Dissertation Fehldiagnosen bei Carcinom. Ein Beitrag zur Statistik der nichtdiagnostizierten Krebse zum Doktor der Medizin promoviert. Anschließend bildete er sich im Bereich Psychiatrie weiter und war als Assistenzarzt ab 1904 bei der Landesirrenanstalt Philippshospital in Goddelau und ab 1907 an der Psychiatrischen Universitätsklinik in Erlangen beschäftigt. Rittershaus wechselte 1909 an die „Staatsirrenanstalt Friedrichsberg“, wo er im folgenden Jahr Abteilungsarzt wurde und ein von ihm gegründetes psychologisches Laboratorium führte. Dort schrieb er unter dem Titel Irrsinn und Presse eine umfangreiche Studie darüber, wie die fünf Hamburger Tageszeitungen im gesamten Jahr 1911 über Suizide, Geisteskrankheiten und psychiatrische Patienten berichteten. Als frühe Darstellung dieses Themas ist diese Arbeit aus heutiger Sicht zwar methodisch unzulänglich, aber dennoch sehr aufschlussreich.
Während des Ersten Weltkrieges leitete Rittershaus in Brüssel eine psychiatrische Abteilung. Nachdem er 1916 zum Stabsarzt befördert worden war, war er ab 1917 als Armeearzt d.R. in Tournay tätig. Nach Kriegsende folgte 1918 in Hamburg seine Habilitation für Psychiatrie mit der Schrift „Die klinische Stellung des manisch-depressiven Irreseins“.
Ab 1920 war er als Privatdozent in Hamburg tätig und wurde am 28. Juli 1926 zum nicht beamteten außerordentlichen Professor ernannt. Ab 1927 war der rassenhygienisch orientierte Rittershaus leitender Oberarzt an der „Staatsirrenanstalt Friedrichsberg“.
Rittershaus, von 1920 bis 1933 Mitglied der DVP, trat nach der Machtübergabe an die Nationalsozialisten zum 1. Mai 1933 der NSDAP bei (Mitgliedsnummer 2.707.930). Zudem wurde er Mitglied des NS-Ärztebundes, des NS-Dozentenbundes und der Reichskulturkammer.
Rittershaus folgte im Jahr 1934 kommissarisch dem zwangsweise in den Ruhestand versetzten Wilhelm Weygandt als Leiter der „Staatsirrenanstalt Friedrichsberg“ nach, bis er durch Hans Bürger-Prinz 1936 in dieser Funktion abgelöst wurde. Er wurde nicht in die Psychiatrie- und Nervenklinik übernommen, sondern ging als Oberarzt an die „Heil- und Pflegeanstalt Hamburg-Langenhorn“ (heute: Asklepios Klinik Nord, Betriebsteil Ochsenzoll), wo er am 1. April 1938 Oberarzt wurde und ab Januar 1937 zugleich als „Landesobmann für die erbbiologische Bestandsaufnahme in Heil- und Pflegeanstalten“ für Groß-Hamburg fungierte. In dieser Funktion führte er erbbiologische Erhebungen durch, die bei der Krankenselektion während der Euthanasie im Nationalsozialismus Verwendung fanden.
Unter dem Pseudonym Ernst Rauhaus betätigte sich Rittershaus zudem als Schriftsteller. An der Universität Hamburg lehrte er seit dem 6. September 1939 als a.o. Professor für Psychiatrie und Rassenkunde. Am 28. Februar 1942 schied er krankheitsbedingt aus dem Lehrkörper aus.

## Rassentheorie
Rittershaus’ Arbeitsgebiet war der Zusammenhang von Rasse, Konstitution, seelischen Eigenschaften und psychischen Krankheiten. Er knüpfte an Ernst Kretschmers Konstitutionstypologie an und behauptete, die von Kretschmer beschriebenen Konstitutionstypen seien Rassenmerkmale. Damit hoffte er diejenigen zu widerlegen, die mit Kretschmers Konstitutionslehre die Rassenlehre kritisierten. Deshalb nahm er auch die Existenz von weit mehr eigenständigen menschlichen Rassen an als die zeitgenössische Rassenlehre. So warf er Hans F. K. Günther vor, die Bedeutung der „fälischen Rasse“, die vom Neandertaler abstamme, „vergessen“ zu haben. Die jeweiligen Konstitutionstypen verknüpfte Rittershaus mit Dispositionen zu bestimmten Geisteskrankheiten und erklärte, die Schizophrenie sei möglicherweise „der Ausdruck einer zügellosen Rassenmischung“, wofür er als Beweis „degenerativste“ „Judenpsychosen“ anführte. Seine Rassentheorie, die er bereits seit 1930 in dieser Form entwickelt hatte, entsprach weder der Parteilinie noch der seinerzeit anerkannten Rassenlehre. Statt Anerkennung erntete Rittershaus überwiegend Spott.

## Schriften
- Psychologische Tatbestandsdiagnostik: Aus d. Irrenanstalt Friedrichsberg; (Die sogenannte „Strafuntersuchung d. Zukunft“). Voss, Hamburg/Leipzig 1912.
- Irrsinn und Presse: Ein Kulturbild, Fischer, Jena 1913.
- Die klinische Stellung des manisch-depressiven Irreseins unter besonderer Berücksichtigung der Beziehungen zu organischen Gehirnkrankheiten und zur Epilepsie. J. Springer, Berlin 1920/1933.
- Die Irrengesetzgebung in Deutschland nebst einer vergleichenden Darstellung des Irrenwesens in Europa: (Für Ärzte, Juristen u. gebildete Laien). W. de Gruyter & Co., Berlin 1927.
- Die Annahme an Kindesstatt (Adoption): Ein Ratgeber für Pflegeeltern und Behörden. J. F. Lehmanns Verl., München 1929.
- Konstitution oder Rasse? 6. Auflage. J. F. Lehmanns Verlag, München 1936.
- Die Rassenseele des deutschen Volkes, ihr Wesen, ihr Wirken und ihre Geschichte im europäischen Raum: Die Rassenfrage in gemeinverständl. Darst. Marhold, Halle 1937.